# برابانتس بييل 2023
برابانتس بييل 2023 (بالفرنسية: Flèche brabançonne 2023)‏ هو سباق دراجات هوائية من فئة  1.1، وهو الموسم الثالث والستين من برابانتس بييل، وأقيم في 12 أبريل 2023 ضمن سباقات سلسلة سباقات الاتحاد الدولي للدراجات للمحترفين 2023.
فاز بالمركز الأول Dorian Godon ‏، وفاز بالمركز الثاني Ben Healy (cyclist) ‏، وفاز بالمركز الثالث بينوا كوسنيفروي.

## الفرق
| فرق عالمية (11)- AG2R Citroën Team - Alpecin-Deceuninck - Bahrain Victorious - Cofidis - EF Education-EasyPost - Ineos Grenadiers - Intermarché-Circus-Wanty - Soudal Quick-Step - Arkéa-Samsic - Trek-Segafredo - UAE Team Emirates فرق برو (9)- بنجوال باوليز ساوكس دبليو بي ‏ - بولتون إكوتيز بلاك سبوك برو سايكلنج 2023 ‏ - Human Powered Health - Israel-Premier Tech - Lotto Dstny - Q36.5 Pro Cycling Team ‏ - سبورت فلاندرين بالويس ‏ - سويس ريسينغ أكادمي 2023 ‏ - أونو اكس برو سايكلنج تيم 2023 ‏ |  |
| |  |

## المشاركون
| Ineos Grenadiers IGD | Ineos Grenadiers IGD       | Ineos Grenadiers IGD |
| -------------------- | -------------------------- | -------------------- |
| م                    | عداء                       | مرتبة                |
| 1                    | ميكال كوياتكووسكي          | لم يكمل السباق       |
| 2                    | Leo Hayter ‏                | لم يكمل السباق       |
| 3                    | Cameron Wurf ‏              | لم يكمل السباق       |
| 4                    | Michael Leonard (cyclist) ‏ | لم يكمل السباق       |
| 5                    | Josh Tarling ‏              | 58                   |
| 6                    | براندون ريفيرا ‏            | لم يكمل السباق       |
| 7                    | Kim Heiduk ‏                | 10                   |

| Soudal Quick-Step SOQ | Soudal Quick-Step SOQ | Soudal Quick-Step SOQ |
| --------------------- | --------------------- | --------------------- |
| م                     | عداء                  | مرتبة                 |
| 11                    | Andrea Bagioli ‏       | 8                     |
| 12                    | ريمي كافانيا          | 4                     |
| 13                    | درايس ديفينينز        | 44                    |
| 14                    | Jordi Warlop ‏         | 29                    |
| 15                    | Jannik Steimle ‏       | 53                    |
| 16                    | Martin Svrček ‏        | لم يكمل السباق        |
| 17                    | Stan Van Tricht ‏      | 26                    |

| Alpecin-Deceuninck ADC | Alpecin-Deceuninck ADC | Alpecin-Deceuninck ADC |
| ---------------------- | ---------------------- | ---------------------- |
| م                      | عداء                   | مرتبة                  |
| 21                     | كوينتن هيرمانز         | 11                     |
| 22                     | Axel Laurance ‏         | 32                     |
| 23                     | سورين كراغ أندرسن      | لم يكمل السباق         |
| 24                     | جايسون أوسبورن         | لم يكمل السباق         |
| 25                     | شاندرو ميوريس          | لم يكمل السباق         |
| 26                     | روبرت ستانارد          | 18                     |
| 27                     | جياني فرميش            | لم يكمل السباق         |

| Intermarché-Circus-Wanty ICW | Intermarché-Circus-Wanty ICW | Intermarché-Circus-Wanty ICW |
| ---------------------------- | ---------------------------- | ---------------------------- |
| م                            | عداء                         | مرتبة                        |
| 31                           | Francesco Busatto ‏           | 14                           |
| 32                           | ليليان كالجمان               | 24                           |
| 33                           | Dries De Pooter ‏             | لم يكمل السباق               |
| 34                           | Jelle Vermoote ‏              | لم يكمل السباق               |
| 35                           | Tom Paquot ‏                  | لم يكمل السباق               |
| 36                           | ديون سميث                    | لم يكمل السباق               |
| 37                           | لويك فليجن                   | لم يكمل السباق               |

| Lotto Dstny LTD | Lotto Dstny LTD          | Lotto Dstny LTD |
| --------------- | ------------------------ | --------------- |
| م               | عداء                     | مرتبة           |
| 41              | ارنو دي لاي              | 7               |
| 42              | Jarrad Drizners ‏         | لم يكمل السباق  |
| 43              | Pascal Eenkhoorn ‏ (طريق) | 34              |
| 44              | Andreas Kron ‏            | 35              |
| 45              | Mathijs Paasschens ‏      | لم يكمل السباق  |
| 46              | Arjen Livyns ‏            | لم يكمل السباق  |
| 47              | Florian Vermeersch ‏      | 43              |

| AG2R Citroën Team ACT | AG2R Citroën Team ACT | AG2R Citroën Team ACT |
| --------------------- | --------------------- | --------------------- |
| م                     | عداء                  | مرتبة                 |
| 51                    | بينوا كوسنيفروي       | 3                     |
| 52                    | Stan Dewulf ‏          | لم يكمل السباق        |
| 53                    | Dorian Godon ‏         | 1                     |
| 54                    | أوليفر ناسن           | لم يكمل السباق        |
| 55                    | مايكل شير             | لم يكمل السباق        |
| 56                    | Lawrence Naesen ‏      | لم يكمل السباق        |
| 57                    | جريج فان أفرمت        | لم يكمل السباق        |

| Bahrain Victorious TBV | Bahrain Victorious TBV | Bahrain Victorious TBV |
| ---------------------- | ---------------------- | ---------------------- |
| م                      | عداء                   | مرتبة                  |
| 61                     | ووت بويلس              | 30                     |
| 62                     | نيكياس أرندت           | 15                     |
| 63                     | Matevž Govekar ‏        | لم يكمل السباق         |
| 64                     | Fran Miholjević ‏       | لم يكمل السباق         |
| 65                     | Nicolò Buratti ‏        | 59                     |
| 67                     | جوناثان ميلان          | 60                     |

| Cofidis COF | Cofidis COF               | Cofidis COF    |
| ----------- | ------------------------- | -------------- |
| م           | عداء                      | مرتبة          |
| 71          | Axel Zingle ‏              | 5              |
| 73          | André Carvalho (cyclist) ‏ | لم يكمل السباق |
| 74          | Eddy Finé ‏                | 42             |
| 76          | Christophe Noppe ‏         | لم يكمل السباق |
| 77          | Alexandre Delettre ‏       | 45             |

| EF Education-EasyPost EFE | EF Education-EasyPost EFE | EF Education-EasyPost EFE |
| ------------------------- | ------------------------- | ------------------------- |
| م                         | عداء                      | مرتبة                     |
| 81                        | ميكيل فروليش أونوريه      | 21                        |
| 82                        | Ben Healy (cyclist) ‏      | 2                         |
| 83                        | Andrea Piccolo ‏           | لم يكمل السباق            |
| 84                        | سيمون كار                 | لم يكمل السباق            |
| 85                        | شون كوين ‏                 | لم يكمل السباق            |
| 87                        | مايكل فالغرين             | 52                        |

| Arkéa-Samsic ARK | Arkéa-Samsic ARK | Arkéa-Samsic ARK |
| ---------------- | ---------------- | ---------------- |
| م                | عداء             | مرتبة            |
| 91               | وارن بارجويل     | 17               |
| 93               | Mathis Le Berre ‏ | 50               |
| 94               | Kévin Ledanois ‏  | لم يكمل السباق   |
| 95               | Łukasz Owsian ‏   | 49               |
| 96               | Andrii Ponomar ‏  | 25               |
| 97               | ألان ريو ‏        | لم يكمل السباق   |

| Trek-Segafredo TFS | Trek-Segafredo TFS | Trek-Segafredo TFS |
| ------------------ | ------------------ | ------------------ |
| م                  | عداء               | مرتبة              |
| 101                | إدوارد ثيونس       | لم يكمل السباق     |
| 103                | ماركوس هويلجارد    | 46                 |
| 104                | كوين سيمونز        | لم يكمل السباق     |
| 105                | توم سكوجين         | 9                  |
| 106                | Asbjørn Hellemose ‏ | لم يكمل السباق     |
| 107                | Mathias Vacek ‏     | 47                 |

| UAE Team Emirates UAD | UAE Team Emirates UAD | UAE Team Emirates UAD |
| --------------------- | --------------------- | --------------------- |
| م                     | عداء                  | مرتبة                 |
| 111                   | ماتيو ترينتين         | لم يكمل السباق        |
| 112                   | ميكيل بيرج            | لم يكمل السباق        |
| 113                   | Sjoerd Bax ‏           | لم يكمل السباق        |
| 114                   | Alessandro Covi ‏      | 13                    |
| 115                   | ريان جيبونز           | لم يكمل السباق        |
| 116                   | مارك هيرشي            | 19                    |
| 117                   | فيجارد ستيك لاينجن    | لم يكمل السباق        |

| بنجوال باوليز ساوكس دبليو بي ‏ BWB | بنجوال باوليز ساوكس دبليو بي ‏ BWB | بنجوال باوليز ساوكس دبليو بي ‏ BWB |
| --------------------------------- | --------------------------------- | --------------------------------- |
| م                                 | عداء                              | مرتبة                             |
| 121                               | Lucas Jacques‏                     | لم يكمل السباق                    |
| 122                               | جوليان ميرتينز ‏                   | 22                                |
| 123                               | فلوريس دي تير                     | لم يكمل السباق                    |
| 124                               | Dimitri Peyskens ‏                 | لم يكمل السباق                    |
| 125                               | Johan Meens ‏                      | لم يكمل السباق                    |
| 126                               | Aaron Van der Beken ‏              | لم يكمل السباق                    |
| 127                               | Luca Van Boven ‏                   | لم يكمل السباق                    |

| سبورت فلاندرين بالويس ‏ TFB | سبورت فلاندرين بالويس ‏ TFB | سبورت فلاندرين بالويس ‏ TFB |
| -------------------------- | -------------------------- | -------------------------- |
| م                          | عداء                       | مرتبة                      |
| 131                        | Jenno Berckmoes ‏           | 20                         |
| 132                        | Kamiel Bonneu ‏             | 33                         |
| 133                        | Vito Braet ‏                | 16                         |
| 134                        | أليكس كولمان ‏              | لم يكمل السباق             |
| 135                        | Sander De Pestel ‏          | لم يكمل السباق             |
| 136                        | Elias Maris ‏               | 54                         |
| 137                        | Ward Vanhoof ‏              | لم يكمل السباق             |

| بلاك سبوك برو سايكلنج ‏ BEB | بلاك سبوك برو سايكلنج ‏ BEB | بلاك سبوك برو سايكلنج ‏ BEB |
| -------------------------- | -------------------------- | -------------------------- |
| م                          | عداء                       | مرتبة                      |
| 141                        | Logan Currie ‏              | لم يكمل السباق             |
| 142                        | آرون جيت                   | 51                         |
| 143                        | ريان كريستنسن              | لم يكمل السباق             |
| 144                        | James Fouché ‏              | لم يكمل السباق             |
| 145                        | مارك ستيوارت               | 41                         |
| 146                        | جاكوب سكوت ‏                | 37                         |
| 147                        | روري تاونسند ‏ (طريق)       | لم يكمل السباق             |

| Human Powered Health HPM | Human Powered Health HPM  | Human Powered Health HPM |
| ------------------------ | ------------------------- | ------------------------ |
| م                        | عداء                      | مرتبة                    |
| 151                      | Charles-Étienne Chrétien ‏ | لم يكمل السباق           |
| 152                      | كيج هيشت                  | لم يكمل السباق           |
| 153                      | أوقست جنسن                | 48                       |
| 154                      | كولن جويس                 | 55                       |
| 155                      | فيسل كرول ‏                | لم يكمل السباق           |
| 156                      | Barnabás Peák ‏            | لم يكمل السباق           |
| 157                      | آدم دي فوس                | 56                       |

| Israel-Premier Tech IPT | Israel-Premier Tech IPT | Israel-Premier Tech IPT |
| ----------------------- | ----------------------- | ----------------------- |
| م                       | عداء                    | مرتبة                   |
| 161                     | توم فان أسبروك          | لم يكمل السباق          |
| 162                     | سيمون كلارك             | 40                      |
| 163                     | جياكومو نيزولو          | لم يكمل السباق          |
| 164                     | داريل إيمبي             | لم يكمل السباق          |
| 165                     | نيك شولتز               | لم يكمل السباق          |
| 166                     | كوربين سترونغ           | 23                      |
| 167                     | هوغو هول                | 61                      |

| Q36.5 Pro Cycling Team ‏ Q36 | Q36.5 Pro Cycling Team ‏ Q36 | Q36.5 Pro Cycling Team ‏ Q36 |
| --------------------------- | --------------------------- | --------------------------- |
| م                           | عداء                        | مرتبة                       |
| 171                         | جاك باور                    | لم يكمل السباق              |
| 173                         | Kamil Małecki ‏              | لم يكمل السباق              |
| 174                         | Cyrus Monk ‏                 | لم يكمل السباق              |
| 175                         | Alessandro Fedeli ‏          | لم يكمل السباق              |
| 176                         | توبياس لودفيجسون            | لم يكمل السباق              |
| 177                         | Nickolas Zukowsky ‏          | لم يكمل السباق              |

| سويس ريسينغ أكادمي ‏ TUD | سويس ريسينغ أكادمي ‏ TUD | سويس ريسينغ أكادمي ‏ TUD |
| ----------------------- | ----------------------- | ----------------------- |
| م                       | عداء                    | مرتبة                   |
| 181                     | Nils Brun ‏              | 27                      |
| 182                     | Aloïs Charrin ‏          | لم يكمل السباق          |
| 183                     | لوكاس أريكسون (طريق)    | 36                      |
| 184                     | جاكوب أريكسون ‏          | لم يكمل السباق          |
| 185                     | ألكسندر كامب (طريق)     | 6                       |
| 186                     | Miká Heming ‏            | لم يكمل السباق          |
| 187                     | Arthur Kluckers ‏        | 28                      |

| أونو-إكس موبيليتي ‏ UXT | أونو-إكس موبيليتي ‏ UXT      | أونو-إكس موبيليتي ‏ UXT |
| ---------------------- | --------------------------- | ---------------------- |
| م                      | عداء                        | مرتبة                  |
| 191                    | Martin Urianstad ‏           | 39                     |
| 192                    | Anthon Charmig ‏             | 31                     |
| 193                    | Tord Gudmestad ‏             | 38                     |
| 194                    | Anders Halland Johannessen ‏ | لم يكمل السباق         |
| 195                    | توبياس هالاند يوهانسن       | 57                     |
| 196                    | Jacob Hindsgaul Madsen ‏     | لم يكمل السباق         |
| 197                    | يوناس غريغارد               | 12                     |

| Ineos Grenadiers IGD | Ineos Grenadiers IGD       | Ineos Grenadiers IGD |
| -------------------- | -------------------------- | -------------------- |
| م                    | عداء                       | مرتبة                |
| 1                    | ميكال كوياتكووسكي          | لم يكمل السباق       |
| 2                    | Leo Hayter ‏                | لم يكمل السباق       |
| 3                    | Cameron Wurf ‏              | لم يكمل السباق       |
| 4                    | Michael Leonard (cyclist) ‏ | لم يكمل السباق       |
| 5                    | Josh Tarling ‏              | 58                   |
| 6                    | براندون ريفيرا ‏            | لم يكمل السباق       |
| 7                    | Kim Heiduk ‏                | 10                   |

| Soudal Quick-Step SOQ | Soudal Quick-Step SOQ | Soudal Quick-Step SOQ |
| --------------------- | --------------------- | --------------------- |
| م                     | عداء                  | مرتبة                 |
| 11                    | Andrea Bagioli ‏       | 8                     |
| 12                    | ريمي كافانيا          | 4                     |
| 13                    | درايس ديفينينز        | 44                    |
| 14                    | Jordi Warlop ‏         | 29                    |
| 15                    | Jannik Steimle ‏       | 53                    |
| 16                    | Martin Svrček ‏        | لم يكمل السباق        |
| 17                    | Stan Van Tricht ‏      | 26                    |

| Alpecin-Deceuninck ADC | Alpecin-Deceuninck ADC | Alpecin-Deceuninck ADC |
| ---------------------- | ---------------------- | ---------------------- |
| م                      | عداء                   | مرتبة                  |
| 21                     | كوينتن هيرمانز         | 11                     |
| 22                     | Axel Laurance ‏         | 32                     |
| 23                     | سورين كراغ أندرسن      | لم يكمل السباق         |
| 24                     | جايسون أوسبورن         | لم يكمل السباق         |
| 25                     | شاندرو ميوريس          | لم يكمل السباق         |
| 26                     | روبرت ستانارد          | 18                     |
| 27                     | جياني فرميش            | لم يكمل السباق         |

| Intermarché-Circus-Wanty ICW | Intermarché-Circus-Wanty ICW | Intermarché-Circus-Wanty ICW |
| ---------------------------- | ---------------------------- | ---------------------------- |
| م                            | عداء                         | مرتبة                        |
| 31                           | Francesco Busatto ‏           | 14                           |
| 32                           | ليليان كالجمان               | 24                           |
| 33                           | Dries De Pooter ‏             | لم يكمل السباق               |
| 34                           | Jelle Vermoote ‏              | لم يكمل السباق               |
| 35                           | Tom Paquot ‏                  | لم يكمل السباق               |
| 36                           | ديون سميث                    | لم يكمل السباق               |
| 37                           | لويك فليجن                   | لم يكمل السباق               |

| Lotto Dstny LTD | Lotto Dstny LTD          | Lotto Dstny LTD |
| --------------- | ------------------------ | --------------- |
| م               | عداء                     | مرتبة           |
| 41              | ارنو دي لاي              | 7               |
| 42              | Jarrad Drizners ‏         | لم يكمل السباق  |
| 43              | Pascal Eenkhoorn ‏ (طريق) | 34              |
| 44              | Andreas Kron ‏            | 35              |
| 45              | Mathijs Paasschens ‏      | لم يكمل السباق  |
| 46              | Arjen Livyns ‏            | لم يكمل السباق  |
| 47              | Florian Vermeersch ‏      | 43              |

| AG2R Citroën Team ACT | AG2R Citroën Team ACT | AG2R Citroën Team ACT |
| --------------------- | --------------------- | --------------------- |
| م                     | عداء                  | مرتبة                 |
| 51                    | بينوا كوسنيفروي       | 3                     |
| 52                    | Stan Dewulf ‏          | لم يكمل السباق        |
| 53                    | Dorian Godon ‏         | 1                     |
| 54                    | أوليفر ناسن           | لم يكمل السباق        |
| 55                    | مايكل شير             | لم يكمل السباق        |
| 56                    | Lawrence Naesen ‏      | لم يكمل السباق        |
| 57                    | جريج فان أفرمت        | لم يكمل السباق        |

| Bahrain Victorious TBV | Bahrain Victorious TBV | Bahrain Victorious TBV |
| ---------------------- | ---------------------- | ---------------------- |
| م                      | عداء                   | مرتبة                  |
| 61                     | ووت بويلس              | 30                     |
| 62                     | نيكياس أرندت           | 15                     |
| 63                     | Matevž Govekar ‏        | لم يكمل السباق         |
| 64                     | Fran Miholjević ‏       | لم يكمل السباق         |
| 65                     | Nicolò Buratti ‏        | 59                     |
| 67                     | جوناثان ميلان          | 60                     |

| Cofidis COF | Cofidis COF               | Cofidis COF    |
| ----------- | ------------------------- | -------------- |
| م           | عداء                      | مرتبة          |
| 71          | Axel Zingle ‏              | 5              |
| 73          | André Carvalho (cyclist) ‏ | لم يكمل السباق |
| 74          | Eddy Finé ‏                | 42             |
| 76          | Christophe Noppe ‏         | لم يكمل السباق |
| 77          | Alexandre Delettre ‏       | 45             |

| EF Education-EasyPost EFE | EF Education-EasyPost EFE | EF Education-EasyPost EFE |
| ------------------------- | ------------------------- | ------------------------- |
| م                         | عداء                      | مرتبة                     |
| 81                        | ميكيل فروليش أونوريه      | 21                        |
| 82                        | Ben Healy (cyclist) ‏      | 2                         |
| 83                        | Andrea Piccolo ‏           | لم يكمل السباق            |
| 84                        | سيمون كار                 | لم يكمل السباق            |
| 85                        | شون كوين ‏                 | لم يكمل السباق            |
| 87                        | مايكل فالغرين             | 52                        |

| Arkéa-Samsic ARK | Arkéa-Samsic ARK | Arkéa-Samsic ARK |
| ---------------- | ---------------- | ---------------- |
| م                | عداء             | مرتبة            |
| 91               | وارن بارجويل     | 17               |
| 93               | Mathis Le Berre ‏ | 50               |
| 94               | Kévin Ledanois ‏  | لم يكمل السباق   |
| 95               | Łukasz Owsian ‏   | 49               |
| 96               | Andrii Ponomar ‏  | 25               |
| 97               | ألان ريو ‏        | لم يكمل السباق   |

| Trek-Segafredo TFS | Trek-Segafredo TFS | Trek-Segafredo TFS |
| ------------------ | ------------------ | ------------------ |
| م                  | عداء               | مرتبة              |
| 101                | إدوارد ثيونس       | لم يكمل السباق     |
| 103                | ماركوس هويلجارد    | 46                 |
| 104                | كوين سيمونز        | لم يكمل السباق     |
| 105                | توم سكوجين         | 9                  |
| 106                | Asbjørn Hellemose ‏ | لم يكمل السباق     |
| 107                | Mathias Vacek ‏     | 47                 |

| UAE Team Emirates UAD | UAE Team Emirates UAD | UAE Team Emirates UAD |
| --------------------- | --------------------- | --------------------- |
| م                     | عداء                  | مرتبة                 |
| 111                   | ماتيو ترينتين         | لم يكمل السباق        |
| 112                   | ميكيل بيرج            | لم يكمل السباق        |
| 113                   | Sjoerd Bax ‏           | لم يكمل السباق        |
| 114                   | Alessandro Covi ‏      | 13                    |
| 115                   | ريان جيبونز           | لم يكمل السباق        |
| 116                   | مارك هيرشي            | 19                    |
| 117                   | فيجارد ستيك لاينجن    | لم يكمل السباق        |

| بنجوال باوليز ساوكس دبليو بي ‏ BWB | بنجوال باوليز ساوكس دبليو بي ‏ BWB | بنجوال باوليز ساوكس دبليو بي ‏ BWB |
| --------------------------------- | --------------------------------- | --------------------------------- |
| م                                 | عداء                              | مرتبة                             |
| 121                               | Lucas Jacques‏                     | لم يكمل السباق                    |
| 122                               | جوليان ميرتينز ‏                   | 22                                |
| 123                               | فلوريس دي تير                     | لم يكمل السباق                    |
| 124                               | Dimitri Peyskens ‏                 | لم يكمل السباق                    |
| 125                               | Johan Meens ‏                      | لم يكمل السباق                    |
| 126                               | Aaron Van der Beken ‏              | لم يكمل السباق                    |
| 127                               | Luca Van Boven ‏                   | لم يكمل السباق                    |

| سبورت فلاندرين بالويس ‏ TFB | سبورت فلاندرين بالويس ‏ TFB | سبورت فلاندرين بالويس ‏ TFB |
| -------------------------- | -------------------------- | -------------------------- |
| م                          | عداء                       | مرتبة                      |
| 131                        | Jenno Berckmoes ‏           | 20                         |
| 132                        | Kamiel Bonneu ‏             | 33                         |
| 133                        | Vito Braet ‏                | 16                         |
| 134                        | أليكس كولمان ‏              | لم يكمل السباق             |
| 135                        | Sander De Pestel ‏          | لم يكمل السباق             |
| 136                        | Elias Maris ‏               | 54                         |
| 137                        | Ward Vanhoof ‏              | لم يكمل السباق             |

| بلاك سبوك برو سايكلنج ‏ BEB | بلاك سبوك برو سايكلنج ‏ BEB | بلاك سبوك برو سايكلنج ‏ BEB |
| -------------------------- | -------------------------- | -------------------------- |
| م                          | عداء                       | مرتبة                      |
| 141                        | Logan Currie ‏              | لم يكمل السباق             |
| 142                        | آرون جيت                   | 51                         |
| 143                        | ريان كريستنسن              | لم يكمل السباق             |
| 144                        | James Fouché ‏              | لم يكمل السباق             |
| 145                        | مارك ستيوارت               | 41                         |
| 146                        | جاكوب سكوت ‏                | 37                         |
| 147                        | روري تاونسند ‏ (طريق)       | لم يكمل السباق             |

| Human Powered Health HPM | Human Powered Health HPM  | Human Powered Health HPM |
| ------------------------ | ------------------------- | ------------------------ |
| م                        | عداء                      | مرتبة                    |
| 151                      | Charles-Étienne Chrétien ‏ | لم يكمل السباق           |
| 152                      | كيج هيشت                  | لم يكمل السباق           |
| 153                      | أوقست جنسن                | 48                       |
| 154                      | كولن جويس                 | 55                       |
| 155                      | فيسل كرول ‏                | لم يكمل السباق           |
| 156                      | Barnabás Peák ‏            | لم يكمل السباق           |
| 157                      | آدم دي فوس                | 56                       |

| Israel-Premier Tech IPT | Israel-Premier Tech IPT | Israel-Premier Tech IPT |
| ----------------------- | ----------------------- | ----------------------- |
| م                       | عداء                    | مرتبة                   |
| 161                     | توم فان أسبروك          | لم يكمل السباق          |
| 162                     | سيمون كلارك             | 40                      |
| 163                     | جياكومو نيزولو          | لم يكمل السباق          |
| 164                     | داريل إيمبي             | لم يكمل السباق          |
| 165                     | نيك شولتز               | لم يكمل السباق          |
| 166                     | كوربين سترونغ           | 23                      |
| 167                     | هوغو هول                | 61                      |

| Q36.5 Pro Cycling Team ‏ Q36 | Q36.5 Pro Cycling Team ‏ Q36 | Q36.5 Pro Cycling Team ‏ Q36 |
| --------------------------- | --------------------------- | --------------------------- |
| م                           | عداء                        | مرتبة                       |
| 171                         | جاك باور                    | لم يكمل السباق              |
| 173                         | Kamil Małecki ‏              | لم يكمل السباق              |
| 174                         | Cyrus Monk ‏                 | لم يكمل السباق              |
| 175                         | Alessandro Fedeli ‏          | لم يكمل السباق              |
| 176                         | توبياس لودفيجسون            | لم يكمل السباق              |
| 177                         | Nickolas Zukowsky ‏          | لم يكمل السباق              |

| سويس ريسينغ أكادمي ‏ TUD | سويس ريسينغ أكادمي ‏ TUD | سويس ريسينغ أكادمي ‏ TUD |
| ----------------------- | ----------------------- | ----------------------- |
| م                       | عداء                    | مرتبة                   |
| 181                     | Nils Brun ‏              | 27                      |
| 182                     | Aloïs Charrin ‏          | لم يكمل السباق          |
| 183                     | لوكاس أريكسون (طريق)    | 36                      |
| 184                     | جاكوب أريكسون ‏          | لم يكمل السباق          |
| 185                     | ألكسندر كامب (طريق)     | 6                       |
| 186                     | Miká Heming ‏            | لم يكمل السباق          |
| 187                     | Arthur Kluckers ‏        | 28                      |

| أونو-إكس موبيليتي ‏ UXT | أونو-إكس موبيليتي ‏ UXT      | أونو-إكس موبيليتي ‏ UXT |
| ---------------------- | --------------------------- | ---------------------- |
| م                      | عداء                        | مرتبة                  |
| 191                    | Martin Urianstad ‏           | 39                     |
| 192                    | Anthon Charmig ‏             | 31                     |
| 193                    | Tord Gudmestad ‏             | 38                     |
| 194                    | Anders Halland Johannessen ‏ | لم يكمل السباق         |
| 195                    | توبياس هالاند يوهانسن       | 57                     |
| 196                    | Jacob Hindsgaul Madsen ‏     | لم يكمل السباق         |
| 197                    | يوناس غريغارد               | 12                     |

## التصنيف العام النهائي
| التصنيف العام         | التصنيف العام        | التصنيف العام         | التصنيف العام | التصنيف العام |
| العداء                | العداء               | الفريق                | الوقت         |               |
| --------------------- | -------------------- | --------------------- | ------------- | ------------- |
| 1                     | Dorian Godon ‏        | AG2R Citroën Team     | 4 س 32 د 20 ث |               |
| 2                     | Ben Healy (cyclist) ‏ | EF Education-EasyPost | + 1 ث         |               |
| 3                     | بينوا كوسنيفروي      | AG2R Citroën Team     | + 21 ث        |               |
| 4                     | ريمي كافانيا         | Soudal Quick-Step     | + 24 ث        |               |
| 5                     | Axel Zingle ‏         | Cofidis               | + 25 ث        |               |
| 6                     | ألكسندر كامب         | سويس ريسينغ أكادمي ‏   | + 25 ث        |               |
| 7                     | ارنو دي لاي          | Lotto Dstny           | + 25 ث        |               |
| 8                     | Andrea Bagioli ‏      | Soudal Quick-Step     | + 25 ث        |               |
| 9                     | توم سكوجين           | تريك سيغافريدو        | + 25 ث        |               |
| 10                    | Kim Heiduk ‏          | Ineos Grenadiers      | + 25 ث        |               |
|                       |                      |                       |               |               |
| مصدر: ProCyclingStats |                      |                       |               |               |

## وصلات خارجية
- الموقع الرسمي
- لمحة عن سباق برابانتس بييل 2023 على موقع  ProCyclingStats   (برو  سايكلنج  ستاتس) - إحصاءات  محترفي  الدراجات.
- برابانتس بييل 2023 على موقع إحصائيات الدراجات الإحترافية (الإنجليزية)